# Kennedy-Skipton & Co.
Die Kennedy-Skipton & Co. Ltd. war ein britischer Automobilhersteller, der von 1914 bis 1915 in Leicester ansässig war.
Unter dem Namen Kennedy wurde ein Leichtfahrzeug gebaut, das mit einem Vierzylinder-Reihenmotor von Salmon ausgestattet war. Dieser Motor war mit 11,9 hp angegeben.